# Uzbekistans flagga
Uzbekistans flagga är en trikolor i blått, vitt och grönt med röda skiljeränder mellan fälten, samt med en halvmåne och tolv stjärnor i den inre delen av det övre blå fältet. Flaggan antogs av Uzbekistan den 18 november 1991 och har proportionerna 1:2.

## Symbolik
Den vita färgen står för fred. Grönt representerar naturen och blått står för den eviga natten och för vattnet som en grundläggande förutsättning för livet. Rött symboliserar livets kraft.
Halvmånen är en klassisk symbol för islam, men i Uzbekistans flagga symboliserar den växande nymånen den nya republiken. De tolv stjärnorna står för zodiakens tolv stjärntecken och för de tolv principer som ligger till grund för statens myndighetsutövning. Enligt en alternativ tolkning är stjärnorna symboler för landets tolv distrikt (viloyatlar).

## Historik
Uzbekistan blev en del av det tsarryska väldet under 1800-talet och ingick i Sovjetunionen efter revolutionen i oktober 1917. Den uzbekiska sovjetrepubliken använde under den sovjetiska perioden flaggor som anknöt till övriga delrepublikers flaggor, till en början en röd fana med delrepublikens namn i gult och efter 1952 en version av Sovjetunionens flagga med ett blått fält. Efter Sovjetunionens upplösning var Uzbekistan den första av delrepublikerna i Centralasien som antog en ny flagga utan kommunistiska symboler, även om den nya nationsflaggan har vissa gemensamma drag med den gamla flaggan från sovjettiden. Den blåa färgen som finns i både den nya nationsflaggan från 1991 och i den gamla delrepublikflaggan sägs ha sina rötter i de baner som Timur Lenk förde.

### Tidigare flaggor

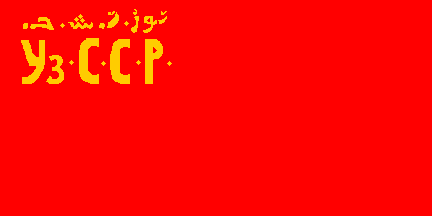
Uzbekiska SSR:s flagga 1925-1926
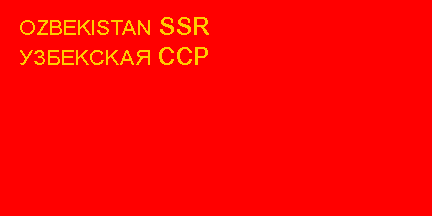
Uzbekiska SSR:s flagga 1937-1941
Uzbekiska SSR:s flagga från 1952-1991